# 백진희
백진희(1990년 2월 8일 ~ )는 대한민국의 배우이다. 2008년 독립영화 《사람을 찾습니다》에 출연하며 본격적인 연기 활동을 시작했고, 《반두비》로 주목 받았다.

## 학력
- 명덕여자고등학교 (졸업)
- 용인대학교 (영화영상학 08 / 학사)

## 연기 활동

### 드라마
| 연도 | 방송사                              | 제목                                       | 역할        | 비고     |
| ---- | ----------------------------------- | ------------------------------------------ | ----------- | -------- |
| 2008 | iHQ DRAMA                           | 《크라임 시즌2》                           | 여고생 피고 | 8부작    |
| 2009 | SBS                                 | 주말극장 《천만번 사랑해》                 | 고은정      | 55부작   |
| 2010 | SBS                                 | 주말극장 《천만번 사랑해》                 | 고은정      | 55부작   |
| KBS2 | KBS 드라마 스페셜 - 《비밀의 화원》 | 박여진                                     | 1부작       |          |
| KBS2 | 2011                                | KBS 드라마 스페셜 연작 시리즈 - 《헤어쇼》 | 이영원      | 4부작    |
| MBC  | 2011                                | 시트콤 《하이킥! 짧은 다리의 역습》        | 백진희      | 123부작  |
| MBC  | 2012                                | 시트콤 《하이킥! 짧은 다리의 역습》        | 백진희      | 123부작  |
| KBS2 | 퓨전사극 《전우치》                 | 이혜령                                     | 24부작      |          |
| KBS2 | 퓨전사극 《전우치》                 | 이혜령                                     | 24부작      | 2013     |
| MBC  | 주말드라마 《금 나와라, 뚝딱!》     | 정몽현                                     | 50부작      |          |
| MBC  | 월화드라마 《기황후》               | 타나실리                                   | 51부작      |          |
| MBC  | 월화드라마 《기황후》               | 타나실리                                   | 51부작      | 2014     |
| MBC  | 월화드라마 《트라이앵글》           | 오정희                                     | 26부작      |          |
| MBC  | 월화드라마 《오만과 편견》          | 한열무                                     | 21부작      |          |
| MBC  | 월화드라마 《오만과 편견》          | 한열무                                     | 21부작      | 2015     |
| MBC  | 주말특별기획 《내 딸, 금사월》      | 금사월(오사월)                             | 51부작      |          |
| MBC  | 주말특별기획 《내 딸, 금사월》      | 금사월(오사월)                             | 51부작      | 2016     |
| MBC  | 2017                                | 수목미니시리즈 《미씽나인》                | 라봉희      | 16부작   |
| KBS2 | 2017                                | 월화드라마 《저글러스》                    | 좌윤이      | 16부작   |
| KBS2 | 2018                                | 월화드라마 《저글러스》                    | 좌윤이      | 16부작   |
| tvN  | 월화드라마 《식샤를 합시다 3》      | 이지우                                     | 14부작      |          |
| KBS2 | 수목드라마 《죽어도 좋아》          | 이루다                                     | 32부작      |          |
| KBS2 | 2019                                | 월화드라마 《국민 여러분!》                | 신혼부부    | 특별출연 |
| KBS2 | 2022                                | 월화드라마 《커튼콜》                      | 진숙        | 특별출연 |
| KBS2 | 2023                                | 주말드라마 《진짜가 나타났다!》            | 오연두      | 50부작   |

### 영화
| 연도 | 제목                | 역할                 | 비고 |
| ---- | ------------------- | -------------------- | ---- |
| 2009 | 《키친》            | 양산가게 여고생 커플 |      |
| 2009 | 《반두비》          | 민서                 |      |
| 2009 | 《사람을 찾습니다》 | 다예                 |      |
| 2010 | 《어쿠스틱》        | 진희                 |      |
| 2010 | 《페스티발》        | 자혜                 |      |
| 2012 | 《열여덟,열아홉》   | 서야                 |      |
| 2013 | 《뜨거운 안녕》     | 안나                 |      |
| 2013 | 《무서운 이야기 2》 | 강지은               |      |
| 2023 | 《미끼》            | 주영                 |      |

## 그 밖의 활동

### TV 출연
- 2013년 MBC 에브리원 《러브 포 에브리원 더 플랜 시즌2》
- 2013년 MBC 《나 혼자 산다》
- 2014년 SBS 《도시의 법칙 in 뉴욕》
- 2014년 제20회 드림콘서트 MC
- 2022년 TV CHOSUN 《식객 허영만의 백반기행》 게스트
- 2025년 MBN 《전현무계획》 게스트

### 뮤직비디오
- 2010년 이석훈 - 정거장
- 2014년 더원 - 하나둘셋넷

### 홍보대사
- 2014년 제16회 서울국제청소년영화제 홍보대사
- 2015년 플랜코리아 홍보대사

## 광고
| 연도   | 광고 내용                                                                                     |
| ------ | --------------------------------------------------------------------------------------------- |
| 2004년 | - 한국P&G 페브리즈 - 농심 쫄병스낵                                                            |
| 2005년 | - 공익광고협의회 대한민국-일본 공동 캠페인 - KTF 비기 - 우리금융그룹                          |
| 2006년 | - 동서식품 핫초코미떼                                                                         |
| 2007년 | - 삼성전자 애니콜 시보광고                                                                    |
| 2008년 | - NHN 네이버 - SK텔레콤 생각대로T - 존슨앤존슨 클린앤클리어 - 윤아와 공동출연                 |
| 2009년 | - 올림푸스 뮤 - 한국P&G 페브리즈 - 롯데칠성 아이시스 DMZ 2km                                  |
| 2010년 | - 신라명과 브레댄코 - (주)JCE 프리스타일 - 롯데칠성 레쓰비 - 코원시스템 V5(소지섭과 공동출연) |
| 2011년 | - 아이비티케이알 Ahapay - 농심 너구리 - 일동제약 아로나민·씨 플러스                           |
| 2012년 | - 코카콜라 환타 - 삼성 직업 멘토링 시즌 2 - 동원참치                                          |
| 2017년 | - 농심 짜파게티                                                                               |

## 수상 및 후보
| 연도 | 시상식                       | 부문                             | 작품                                  | 결과 |
| ---- | ---------------------------- | -------------------------------- | ------------------------------------- | ---- |
| 2009 | 씨네21 영화상                | 올해의 여자신인배우              | 반두비                                | 수상 |
| 2010 | 제46회 백상예술대상          | 영화부문 여자 신인연기상         | 반두비                                | 후보 |
| 2011 | 제8회 맥스무비 최고의 영화상 | 최고의 여자신인배우상            | 페스티발                              | 후보 |
| 2011 | 제48회 대종상                | 신인여우상                       | 페스티발                              | 후보 |
| 2011 | 제32회 청룡영화상            | 신인여우상                       | 페스티발                              | 후보 |
| 2011 | MBC 방송연예대상             | 코미디·시트콤부문 여자 신인상    | 하이킥! 짧은 다리의 역습              | 후보 |
| 2011 | MBC 방송연예대상             | 코미디·시트콤부문 인기상         | 하이킥! 짧은 다리의 역습              | 수상 |
| 2011 | MBC 방송연예대상             | 베스트 커플상 (with 윤계상)      | 하이킥! 짧은 다리의 역습              | 후보 |
| 2011 | KBS 연기대상                 | 여자 연작·단막극상               | KBS 드라마 스페셜 연작시리즈 - 헤어쇼 | 후보 |
| 2013 | 제7회 Mnet 20's Choice       | 20's Booming Star 여자           | 전우치, 금 나와라, 뚝딱!              | 후보 |
| 2013 | MBC 연기대상                 | 여자 신인연기상                  | 기황후                                | 수상 |
| 2014 | 제50회 백상예술대상          | TV부문 여자 신인연기상           | 기황후                                | 수상 |
| 2014 | 제7회 코리아 드라마 어워즈   | 여자 우수연기상                  | 기황후                                | 후보 |
| 2014 | 제3회 에이판 스타 어워즈     | 여자 조연상                      | 기황후                                | 후보 |
| 2014 | MBC 연기대상                 | 특별기획부문 여자 우수연기상     | 트라이앵글, 오만과 편견               | 수상 |
| 2015 | MBC 연기대상                 | 특별기획부문 여자 우수연기상     | 내 딸, 금사월                         | 후보 |
| 2015 | MBC 연기대상                 | 10대 스타상                      | 내 딸, 금사월                         | 수상 |
| 2016 | 제9회 코리아 드라마 어워즈   | 여자 최우수연기상                | 내 딸, 금사월                         | 수상 |
| 2017 | MBC 연기대상                 | 미니시리즈부문 여자 최우수연기상 | 미씽나인                              | 후보 |
| 2018 | KBS 연기대상                 | 미니시리즈부문 여자 우수연기상   | 저글러스, 죽어도 좋아                 | 수상 |
| 2018 | KBS 연기대상                 | 베스트 커플상 (with 최다니엘)    | 저글러스                              | 수상 |
| 2018 | KBS 연기대상                 | 베스트 커플상 (with 강지환)      | 죽어도 좋아                           | 후보 |
| 2018 | KBS 연기대상                 | 여자 네티즌상                    | 저글러스, 죽어도 좋아                 | 후보 |
| 2023 | 제9회 에이판 스타 어워즈     | 장편드라마 여자 최우수연기상     | 진짜가 나타났다!                      | 후보 |
| 2023 | KBS 연기대상                 | 여자 최우수연기상                | 진짜가 나타났다!                      | 후보 |
| 2023 | KBS 연기대상                 | 장편드라마부문 여자 우수연기상   | 진짜가 나타났다!                      | 수상 |
| 2023 | KBS 연기대상                 | 베스트 커플상 (with 안재현)      | 진짜가 나타났다!                      | 수상 |
| 2023 | KBS 연기대상                 | 여자 인기상                      | 진짜가 나타났다!                      | 후보 |
| 2023 | KBS 연기대상                 | 여자 네티즌상                    | 진짜가 나타났다!                      | 후보 |